# Cerococcus koebelei
Cerococcus koebelei är en insektsart som först beskrevs av Cockerell 1898.  Cerococcus koebelei ingår i släktet Cerococcus och familjen Cerococcidae. Inga underarter finns listade i Catalogue of Life.